# تورستن بيرسون
تورستن بيرسون (بالإنجليزية: Torsten Persson)‏ (و. 1954 – م) هو عالم اقتصاد، وأستاذ جامعي، من السويد، ولد في ستوكهولم، هو عضوٌ في الأكاديمية الملكية السويدية للعلوم، والأكاديمية الأمريكية للفنون والعلوم، والأكاديمية الملكية السويدية للعلوم الهندسية.

## التعليم
تعلم في جامعة ستكهولم.

## جوائز
حصل على جوائز منها:
- Yrjö Jahnsson Award [الإنجليزية]‏
- The Söderberg Prize  [لغات أخرى]‏.